# Joel Mattli
Joel Mattli (* 24. April 1994 in Zürich) ist ein Schweizer Sportler, Ninja-Warrior-Athlet und Weltrekordhalter im Stangenflug. Außerdem ist er als Werbemodel und Speaker tätig.
Bekanntheit erlangte Joel Mattli ab 2018 vor allem durch die mehrfache erfolgreiche Teilnahme an den Sports-Entertainment-Shows Ninja Warrior Germany, Ninja Warrior Switzerland und Ninja Warrior Austria.
Im Jahr 2022 gewann er als erster und bis dahin einziger Athlet die Show Ninja Warrior Austria. Auch in der Show Ninja Warrior Germany zählt Joel Mattli seit 2018 regelmässig zu den Finalisten. Im Februar 2023 stellte er in Mailand den Guinness World Record im Stangenflug «Flying Bar» auf.
Die Leidenschaft für den Ninja-Sport entdeckte Joel Mattli während seines Studiums an der Universität St. Gallen, wo er im Herbst 2021 seinen Master in Business Administration absolvierte.

## Fernsehauftritte
- 2023 Ninja Warrior Germany, Finale
- 2023 SRF Fenster zum Sonntag
- 2023 Lo show dei record, Italy
- 2022 Ninja Warrior Germany, Finale
- 2022 Ninja Warrior Germany Allstars
- 2022 SRF Gesichter & Geschichten
- 2022 Café Puls 4
- 2022 Ninja Warrior Austria, Total Victory
- 2021 Ninja Warrior Germany, Finale
- 2021 Ninja Warrior Germany Allstars, Finale
- 2020 Ninja Warrior Germany, Finale
- 2019 Ninja Warrior Switzerland, Finale
- 2019 Ninja Warrior Germany, Finale
- 2019 Team Ninja Warrior Germany (Team Rough n’ Tough)
- 2018 Ninja Warrior Switzerland
- 2018 Ninja Warrior Germany
- 2018 Team Ninja Warrior Germany (Team Rough n’ Tough)